# Яблонька (Фировский район)
Яблонька — деревня в Фировском районе Тверской области. Входит в состав Рождественского сельского поселения.
Находится в 26 километрах к северо-западу от районного центра посёлка Фирово, на берегу озера Шлино.
Населения по переписи 2010 года 24 человека.

## История
В 1859 20 дворов, 173 жителей, в 1886 40 дворов, 196 жителей, в 1920 году - 41 двор, 168 жителей. По данным 1997 года 31 житель в 16-и хозяйствах.